# Чепкий Леонард Петрович
Чепкий Леонард Петрович (2 березня 1925—13 вересня 2019) — лікар-анестезіолог, доктор медичних наук (1962), професор кафедри анестезіології та інтенсивної терапії НМУ імені О. О. Богомольця, провідний науковий співробітник Інституту нейрохірургії ім. А. П. Ромоданова НАМН України.

## Біографія
Народився у Гайсині Вінницької області. Учасник німецько-радянської війни (1943—1945). Нагороджений орденами і медалями.
1950-го року закінчив Львівський медичний інститут.
У 1950—1955 pоках працював у Інституті нейрохірургії: клінічний ординатор (1950—1952), науковий співробітник (1953—1955). З 1955-го по 1962-й роки — асистент кафедри хірургії Дніпропетровського медичного інституту. 1962—1974 роки — завідуючий відділом анестезіології Київського інституту туберкульозу і грудної хірургії.
З 1974 по 1991 роки — завідувач кафедри анестезіології та реаніматології Київського медичного інституту.
1992—2017 роки — професор кафедри анестезіології та інтенсивної терапії Національного медичного університету імені О. О. Богомольця та провідний науковий співробітник Інституту нейрохірургії ім. А. П. Ромоданова НАМН України.
Похований у Києві на Байковому кладовищі.

## Досягнення
Став першим в Україні професором–анестезіологом (1964). Відмінник охорони здоров'я (1968), лауреат Державної премії Української РСР (1989), Заслужений діяч науки і техніки України (1996), лауреат Премії АМНУ (2005), нагороджений Почесною Грамотою Верховної Ради України (2005).
Автор 397 наукових робіт (у тому числі 27 монографій), серед них 4 підручники та 7 учбових посібники.
Підготував 59 дисертантів: 8 докторів медичних наук, серед його учнів 2 члени-кореспонденти Академії Наук України, 14 професорів — завідуючих кафедрами та відділеннями анестезіології, хірургії, терапії, фармакології, біохімії, кардіохірургії. Був засновником наукової школи по кардіоанестезіології та нейроанестезіології.

## Праці
- Лечебная гипотермия (1969)
- Интенсивная послеоперационная терапия (1984)
- Интенсивная терапия хирургических больных пожилого и среднего возраста (1987)
- Реаніматологія та інтенсивна терапія (1994)
- Анестезіологія, реаніматологія та інтенсивна терапія (2004).